# Филиппов, Дмитрий Иванович (технолог)
Дмитрий Иванович Фили́ппов — советский технолог, учёный, руководитель; специалист газовой отрасли. Зам главного инженера Горловской станции «Подземгаз».

## Биография
Разработка поточного метода подземной газификации углей была выполнена Д. И. Филипповым в период его учёбы в Донецком индустриальном институте совместно с П. В. Скафой и В. А. Матвеевым под руководством профессора И. Е. Коробчанского и при активной помощи профессора В. С. Крыма. После лабораторных испытаний в 1934 году результаты исследования были внедрены этой группой на лисичанской шахте «Подземгаз» и горловской шахте № 4 «Подземгаз». После защиты диплома Д. И. Филиппов вместе с П. В. Скафой и В. А. Матвеевым остался работать на шахте № 4 «Подземгаз».

## Награды и премии
- Сталинская премия I степени (14 марта 1941) — за разработку метода подземной газификации углей
- Орден Ленина (17 января 1939) — за научную разработку метода подземной газификации углей и успешное освоение этого метода на Горловской станции[5]

## Факты
Ещё до Великой Отечественной войны смелое научное изыскание молодых инженеров-химиков из Донбасса привлекло внимание писательницы В. К. Кетлинской. Она начала писать роман, связанный со сложными, порой драматическими перипетиями освоения ПГУ. Закончить роман с многозначительным названием «Иначе жить не стоит» удалось только в 1960-м году. Д. И. Филиппов — прототип одного из главных героев этого романа.